# Chusaris rhynchinodes
Chusaris rhynchinodes là một loài bướm đêm trong họ Noctuidae.